# Biarum olivieri
Biarum olivieri är en kallaväxtart som beskrevs av Carl Ludwig von Blume. Biarum olivieri ingår i släktet Biarum och familjen kallaväxter. Inga underarter finns listade.